# Baidu 500
Baidu 500 (oficialmente 百度歌曲Lista500) es una lista de rankings generado por motor de búsqueda chino Baidu como parte de su servicio de descarga mp3 que presenta la parte lislta de las 500 canciones en lenguaje chino. Porque utiliza un contador de descarga, el ranking es una valoración justa de la fuerza relativa de artistas y su música, y como el resultado se ha convertido en uno de los más reconocidos rankings en China.

## Canciones Famosas No. 1  Baidu 500
- Gangnam Style (江南Style) por Psy[1]
- Jiangnan (江南, River South por JJ Lin
- Tonghua (童話, Cuento de Hada) por Guang Liang (tiene los récords de más tiempo en #1, en 15 semanas)
- Qianlizhiwai (千里之外, Faraway) por Jay Chou
- Juhuatai (菊花台, Terraza de Crisantemo) por Jay Chou
- 青花瓷 Por Jay Chou
- 稻香 Jay Chou